# Under the Bed – Es lauert im Dunkeln
Under the Bed – Es lauert im Dunkeln (Originaltitel: Under the Bed) ist ein US-amerikanischer Horrorfilm von Steven C. Miller aus dem Jahr 2012.

## Handlung
Nach dem Tod seiner Mutter wird Neal zu seiner Tante geschickt, um sein Verhalten zu verbessern. Als er zurück nach Hause kommt, veranstaltet Angela, die neue Freundin seines Vaters Terry, eine Willkommensparty, von welcher Neal jedoch nicht begeistert ist. Er macht sich auf die Suche nach seinem jüngeren Bruder Paulie, der in Neals Abwesenheit in dessen Zimmer geschlafen hat. Dadurch ist Paulie auch die Tatsache bewusst, dass sich unter dem Bett in Neals Zimmer eine bösartige Kreatur befindet, welche immer in der Nacht aktiv wird.
Da diese Kreatur mittlerweile nicht nur Neal, sondern auch Paulie schlaflose Nächte bereitet, beschließen die beiden Brüder, sie zu bekämpfen. Sie verbringen die Nächte vorerst gemeinsam in Paulies Zimmer, wobei Neal auf der Kommode schläft. Dabei wird Paulie im Schlaf von der Kreatur angegriffen und als Neal ihm zu Hilfe kommen möchte, betritt ihr Vater den Raum. Für diesen sieht es so aus, als ob Neal Paulie angegriffen hat bzw. Paulie sich selbst verletzt hat. Angela versorgt dabei die Wunde von Paulie, welcher jedoch nicht über die Ursache seiner Verletzung mit ihr sprechen möchte. Daher hat Angela Neal unter Verdacht und reagiert ihm gegenüber skeptisch. Als Terry bemerkt, dass seine Söhne in letzter Zeit schlecht im eigenen Haus schlafen, geht er auf das Angebot eines Nachbarn ein, seine Söhne zu einer Pyjamaparty der Nachbarskinder zu schicken.
Die beiden Nachbarskinder zweifeln jedoch an der Glaubhaftigkeit der Geschehnisse, bis die Kreatur letztendlich auch das Haus der Nachbarn heimsucht. Dabei wird eines der Nachbarskinder getötet. Als Neal und Paulie nach Hause zurückkehren, um ihrem Vater sowie Angela darüber zu berichten, tötet die Kreatur Terry und zieht Paulie mit sich unter das Bett.
Daraufhin schmiedet Neal zusammen mit Angela einen Plan: Er bindet ein Seil an sich fest und begibt sich selbst unter das Bett. Dabei gelangt er in eine Parallelwelt, wo er schließlich Paulie wiederfindet und ihn durch Angelas Hilfe zurück in die echte Welt bringen kann. Angela ist froh darüber, dass beide Brüder zurückgekehrt sind. Sie fliehen in den Garten. Dort taucht die Kreatur erneut auf und Neal beschließt, sich für Paulie zu opfern. Er bemerkt, dass er der Kreatur durch die Asche von seiner Mutter Schaden zufügen kann und besiegt sie, indem er ihr die Urne überstülpt. Froh darüber, die Kreatur endlich losgeworden zu sein, treffen sich Neal, Paulie, Angela und Cara in der Einfahrt des Hauses, bis schließlich die Polizei eintrifft.

## Produktion

### Drehorte
Die Dreharbeiten fanden in Los Angeles statt.

### Synchronisation
Die deutschsprachige Synchronisation entstand im Auftrag der DMT Studios.
| Rolle          | Darsteller       | Synchronsprecher        |
| -------------- | ---------------- | ----------------------- |
| Angela Hausman | Musetta Vander   | Traudel Sperber         |
| Cara Evans     | Kelcie Stranahan | Christine Gerstenberger |

## Rezeption
Der Film erhielt überwiegend negative bis ausgeglichene Kritiken und erzielte bei IMDb eine durchschnittliche Bewertung von 4,5 der möglichen 10 Punkte. Auf Rotten Tomatoes konnte der Film bisher 50 Prozent der Kritiker überzeugen. Das Lexikon des internationalen Films urteilt: „Spannende Variation des Horrorkinos der 1980er-Jahre, die inszenatorisch durchaus geschickt mit Urängsten spielt.“